# Sambion
Sambion, également orthographié Sabiaon, est une commune rurale située dans le département de Founzan de la province de Tuy dans la région des Hauts-Bassins au Burkina Faso.

## Géographie
Sambion – qui présente un habitat très dispersé au sein de son territoire – se trouve à 25 km au sud de Founzan.

## Santé et éducation
Le centre de soins le plus proche de Sambion est le centre de santé et de promotion sociale (CSPS) de Nahi.